# 神曲たち
『神曲たち』（かみきょくたち）は、AKB48の2枚目のベストアルバム。2010年4月7日にYou, Be Cool!から発売された。

## 概要
キャッチコピーは「さあ、これからだ。AKBの歴史は始まる」。グループとしては約2年ぶりのアルバム。同時に、2008年にキングレコードに移籍してから初めてのアルバムでもある。
新曲「自分らしさ」と「君と虹と太陽と」は、通常盤にのみ収録されている。特典には初回プレス盤に生写真1種類（全12種類）が同封され、劇場盤は発売記念大サイン会参加券が封入された。

## チャート成績
初週売上約29万5000枚で、自身初の週間アルバムチャート1位を記録。50万枚を突破したアルバムである。
2010年度のオリコン上半期アルバムチャートで6位にランクインし、同年度の年間アルバムチャートでは12位にランクインした。翌2011年度においても上半期チャートで39位、年間チャートで61位にランクインした。

## 収録曲
シングル曲は全て配信限定シングルを含めたメジャーシングルの通算枚数である。

### 通常盤
ジャケット写真（表）板野友美・大島優子・柏木由紀・北原里英・小嶋陽菜・篠田麻里子・高城亜樹・高橋みなみ・前田敦子・松井珠理奈・宮澤佐江・渡辺麻友
1. RIVER [4:43]
（作詞：秋元康、作曲・編曲：井上ヨシマサ）
14thシングル表題曲。
2. Baby! Baby! Baby! Baby! [4:01]
（作詞：秋元康、作曲：上杉洋史、編曲：CHOKKAKU）
9thシングル(配信限定)としてリリースされた「Baby! Baby! Baby!」を、改題し、歌唱メンバーのみを変更したもの。CD初収録。
3. 大声ダイヤモンド [4:08]
（作詞：秋元康、作曲・編曲：井上ヨシマサ）
10thシングル表題曲。
4. 君のことが好きだから [4:08] - アンダーガールズ
（作詞：秋元康、作曲：織田哲郎、編曲：野中“まさ”雄一）
14thシングル「RIVER」カップリング曲。
5. 初日  [3:49] - チームB
（作詞：秋元康、作曲：岡田実音、編曲：市川裕一）
12thシングル「涙サプライズ!」カップリング曲。
スタジオアルバム『チームB 3rd Stage「パジャマドライブ」』収録のものと、9thシングル「Baby! Baby! Baby!」として配信されているものとは、歌唱メンバーが異なるシングルバージョン。
6. 10年桜  [4:15]
（作詞：秋元康、作曲・編曲：井上ヨシマサ）
11thシングル表題曲。
7. 飛べないアゲハチョウ [3:42] - アンダーガールズ
（作詞：秋元康、作曲・編曲：井上ヨシマサ）
13thシングル「言い訳Maybe」カップリング曲。
8. 涙サプライズ! [4:42]
（作詞：秋元康、作曲・編曲：井上ヨシマサ）
12thシングル表題曲。
9. Choose me! [4:02] - チームYJ
（作詞：秋元康、作曲：山元祐介、編曲：市川裕一）
15thシングル「桜の栞」カップリング曲。
10. 遠距離ポスター [3:18] - チームPB
（作詞：秋元康、作曲：小川コータ、編曲：野中“まさ”雄一）　
15thシングル「桜の栞」カップリング曲。
11. 言い訳Maybe [4:09]
（作詞：秋元康、作曲：俊龍、編曲：野中“まさ”雄一）
13thシングル表題曲。
12. ひこうき雲 [4:01] - シアターガールズ
（作詞：秋元康、作曲：成瀬英樹、編曲：野中“まさ”雄一）
14thシングル「RIVER」カップリング曲。
13. マジスカロックンロール [3:41]
（作詞：秋元康、作曲：Candy&Megane、編曲：野中“まさ”雄一）
15thシングル「桜の栞」カップリング曲。
14. 桜の栞 [4:00]
（作詞：秋元康、作曲：上杉洋史、編曲：光田健一）
15thシングル表題曲。
15. 自分らしさ [5:01] - 小野恵令奈・佐藤すみれ・渡辺麻友
（作詞：秋元康、作曲：奥田もとい、編曲：武藤星児）
初収録で、『トライ式高等学院』CMのタイアップソング。
16. 君と虹と太陽と [3:37]
（作詞：秋元康、作曲：俊龍、編曲：野中“まさ”雄一）
初収録曲。本作発売当時のAKB48正式メンバー48名全員参加の楽曲[1]。

DVD
1. 大声ダイヤモンド 振り付けビデオ
  - ソロ映像は岩佐美咲（チームA）が担当。
2. 言い訳Maybe 振り付けビデオ
  - ソロ映像は前田亜美（チームA）が担当。
3. RIVER 振り付けビデオ
  - ソロ映像は指原莉乃（チームA）が担当。

特典（初回プレス分のみ）
1. 生写真1枚（全12種）

### 劇場盤
ジャケット写真（表）前田敦子
DISC1
1. RIVER
2. Baby! Baby! Baby! Baby!
3. 大声ダイヤモンド
4. 君のことが好きだから - アンダーガールズ
5. 初日 - チームB
6. 10年桜
7. 飛べないアゲハチョウ - アンダーガールズ
8. 涙サプライズ!
9. Choose me! - チームYJ
10. 遠距離ポスター - チームPB
11. 言い訳Maybe
12. ひこうき雲 - シアターガールズ
13. マジスカロックンロール
14. 桜の栞

DISC2
メンバー数人が各楽曲をBGMに、その楽曲の感想や裏話などを披露するオーディオコメンタリーを収録。
1. RIVER（小嶋陽菜・柏木由紀・渡辺麻友）
2. Baby! Baby! Baby!（小嶋陽菜・峯岸みなみ・渡辺麻友）
3. 大声ダイヤモンド（小嶋陽菜・峯岸みなみ・柏木由紀）
4. 君のことが好きだから（倉持明日香・指原莉乃・高城亜樹）
5. 初日（多田愛佳・柏木由紀・渡辺麻友）
6. 10年桜（小嶋陽菜・峯岸みなみ・渡辺麻友）
7. 飛べないアゲハチョウ（指原莉乃・高城亜樹）
8. 涙サプライズ!（小嶋陽菜・峯岸みなみ・柏木由紀）
9. Choose me!（倉持明日香・指原莉乃・峯岸みなみ・北原里英）
10. 遠距離ポスター（多田愛佳・柏木由紀）
11. 言い訳Maybe（多田愛佳・倉持明日香・柏木由紀・渡辺麻友）
12. ひこうき雲（高城亜樹・峯岸みなみ・北原里英）
13. マジスカロックンロール（小嶋陽菜・柏木由紀・渡辺麻友）
14. 桜の栞（高城亜樹・柏木由紀・北原里英）

特典
- 発売記念大サイン会参加券（幕張メッセ国際展示場）